# Wilhelm Canaris
Wilhelm Franz Canaris (1887 - 1945) va ser un almirall alemany cap de l'Abwehr, el servei d'intel·ligència militar i membre de la resistència alemanya al nazisme.

## Biografia
Va néixer a Aplerbeck, prop de Dortmund. Fins a 1938 Canaris va creure que la seva família estava relacionada amb l'almirall i polític grec Constantine Kanaris, cosa que el va influir en la seva decisió d'unirse a la Marina però en realitat era descendent d'una família italiana anomenada Canarisi.
El 1905, Canaris entrà a la Marina imperial germànica i allí va servir al seu país durant la Primera Guerra Mundial
Després de l'arribada al poder d'Adolf Hitler el 1933, Canaris va ser nomenat cap del servei d'intel·ligència militar. Durant el període 1935-1936 va establir contactes a Espanya per tal d'organitzar-hi la xarxa d'espionatge alemany, ja que parlava perfectament castellà. Va ser decisiu perquè Alemanya intervingués en la guerra civil al costat de Francisco Franco, ja que el mateix Hitler dubtava d'involucrar-se en aquesta aventura.
Des de 1938 s'adonà que els plans de Hitler portarien a Alemanya a un desastre i secretament conspirà contra el Führer. Tractà d'obstaculitzar els intents de Hitler d'absorbir Txecoslovàquia i avisà a Franco que no permetés el pas dels alemanys per Espanya amb el propòsit de capturar Gibraltar (el que hauria estat l'Operació Fèlix). D'acord amb fonts escrites, la postura de Franco sobre aquest tema va ser estudiada i dictada per Canaris, d'altra banda els britànics obriren un compte a Suïssa amb una suma important destinada a Franco i els seus generals per a assegurar que Espanya es mantindria neutral.
Va estar involucrat en tres complots per assassinar Hitler, dos d'ells abans de la guera (1938 i 1939) i l'altre el de 20 de juliol de 1944. Entrà en contacte amb els serveis secrets britànics (M16)
Durant la Segona Guerra Mundial, Canaris visità el front i aconseguí proves dels crims de guerra i de l'actuació criminal de la SS i els Einsatzgruppen
Canaris intervingué en salvar a moltes víctimes del règim nazi incloent un gran nombre de jueus.
L'evidència era que Canaris era un agent doble i les sospites sobre ell de Heinrich Himmler van fer que Hitler el destituís reemplaçant-lo per Walter Schellenberg i després va ser posat sota arrest domiciliari.
Hitler el va mantenir viu un cert temps pensant en possibles acords amb els britànics però en veure que aquests acords no serien factibles va enviar Canaris a un tribunal militar que el va condemnar a mort essent executat el 9 d'abril de 1945 al camp de concentració de Flossenbürg.

## Ressò mediàtic
L'any 1954 es va rodar la pel·lícula Canaris inspirada en la seva biografia.